# Sofie Holten

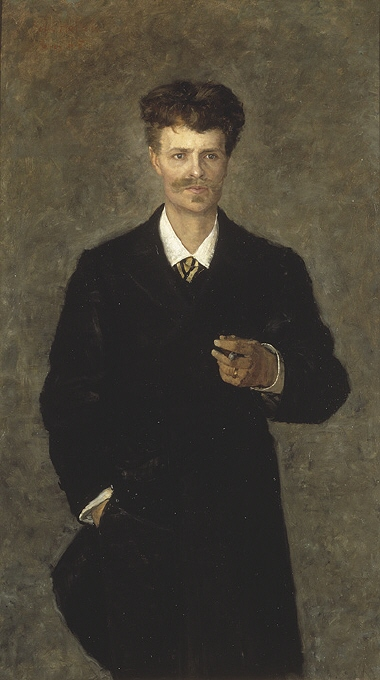
Porträtt av August Strindberg.

Anna Marie Johanne Sophie (Sofie) Holten, född 12 augusti 1858 i Skuldelev, död 5 juni 1930 i Roskilde) var en dansk konstnär. 
Holten var elev till  Christen Dalsgaard på Sorø och till Carl Thomsen i Köpenhamn. Innan hon hade fyllt 21 år reste hon till Paris där hon bodde på pensionat med Elise Konstantin-Hansen och sin framtida svägerska, Suzette Skovgaard. Hon studerade måleri hos Félix-Joseph Barrias och Alfred Stevens. I den lilla byn Grèz-sur-Loing i närheten av Fontainbleauskogen bodde hon med författarinnan Marie David och Elise Konstantin-Hansen. I samband med vistelsen i Grez-sur-Loing målade hon 1885 ett porträtt av August Strindberg. Detta porträtt finns i samlingar som tillhör Nationalmuseum, Stockholm.
Som prästdotter engagerade sig  Sofie Holten i religiösa frågor. Efter en radikal period under 1880-talet konverterade hon på 1890-talet till katolicismen och därefter målade hon också religiösa motiv. Holten hade i sin samtid en omfattande utställningsverksamhet, men fick aldrig ett genombrott i Danmark. Vid sidan av detta hade hon ett engagemang i kvinnofrågan. 1899 var Holten med och upprättade "Kvindernes Køkken" där kvinnor kunde äta mat för en billig penning. Förutom porträttet av August Strindberg målade hon även porträtt av konstnären L.A. Ring.
Sofie Holten deltog i utställningen Kvindernes Udstilling 1895.